# Списак томова серије Токијски осветници
Мангу Токијски осветници написао је и илустровао Кен Вакуј. Серијализовала се од 2017. до 2022. године у Коданшиној манга ревији Weekly Shōnen Magazine, са поглављима подељеним у 31 танкобон. Издавачка кућа Чаробна књига је превела наслов на српски језик.
Манга је произвела два спиноф серијала. Први, Tōdai Revengers, чији је аутор Шинпеј Фунацу, објављивао се од 3. новембра 2021. до 29. марта 2023. године на Коданшином веб-сајту Magazine pocket, са укупно шест томова. Други спиноф, Tokyo Revengers: Baji Keisuke kara no Tegami, аутора Јукинорија Нацукавагучија, објављивала се од 27. јула 2022. до 14. априла 2025. године на истом веб-сајту, са укупно шест томова.

## Списак томова

### Токијски осветници
| - 1. „Опет рођен” - 2. „Отпор” - 3. „Одлука” - 4. „Ослобођење” - 5. „Обрт” |

| - 6. „Одлазак” - 7. „Одраз” - 8. „Одвајање” - 9. „Одскок” - 10. „Одговор” - 11. „Одијум - 12. „Одјек” - Додатак броју: „Нула” - 13. „Опроштење” - 14. „Обрачун” |

| - 15. „Образовање” - 16. „Остављен” - 17. „Осећања” - 18. „Освежење” - 19. „Опет” - 20. „Обзнана” - 21. „Одмазда” - 22. „Одмеравање” - 23. „Оштрица” |

| - 24. „Опозив” - 25. „Опклада” - 26. „Одбрана” - 27. „Откровење” - 28. „Одмотавање” - 29. „Озбиљност” - 30. „Обриси” - 31. „Огрлица” - 32. „Обнављање” - 33. „Освета” |

| - 34. „Најмрачнији час” - 35. „Фрагменти” - 36. „Непредвидљиво” - 37. „Излазак на сцену” - 38. „Раскид” - 39. „Мој друг” - 40. „Без муке нема науке” - 41. „Превара” - 42. „Било једном” |

| - 43. „Тих дана” - 44. „Грешка” - 45. „Искаљивање” - 46. „Одлучио сам” - 47. „Искреност” - 48. „Нема шансе” - 49. „Удаљавање” - 50. „Пре зоре” - 51. „Паљба” |

| - 52. „Без бриге, ту сам” - 53. „Тргни се” - 54. „Испод појаса” - 55. „Недорастао” - 56. „Изабрани” - 57. „Погледај горе” - 58. „Мртав или жив” - 59. „Побеснели” - 60. „Један једини” |

| - 61. „У сузама” - 62. „Последње жеље” - 63. „Један за све” - 64. „Крај рата” - 65. „Мој брат” - 66. „Афера” - 67. „Мушка симпатија” - 68. „Свечано одело” - 69. „Важан тренутак” - 70. „Коло среће се окреће” |

| - 71. „Све по старом” - 72. „Стара прича” - 73. „Плачљивко” - 74. „Врати се” - 75. „Изневерити некога” - 76. „То је што је” - 77. „Морам да идем” - 78. „Хеј, друже” - 79. „Иди дођавола” |

| - 80. „Гушћа од воде” - 81. „Стајати сам” - 82. „Признај” - 83. „Велики брат” - 84. „Завршавање послића” - 85. „Породичне везе” - 86. „Бити озбиљан” - 87. „Незамисливи савезници” - 88. „Једноставно морам да делам” |

| - 89. „Како сте се упознали” - 90. „Бадње вече” - 91. „Недостајеш ми” - 92. „Подигнути морал” - 93. „Испоштовати обећање” - 94. „Плашљивко” - 95. „Искушење од бога” - 96. „Увек ту за тебе” - 97. „Породична свађа” |

| - 98. „Стремити заједно” - 99. „Вербални ударац” - 100. „Стотину пута” - 101. „Прећутати” - 102. „Салутирање” - 103. „Мајчинска фигура” - 104. „Божићно вече” - 105. „Нико није ни близу” - 106. „Рађање нове ере” - 107. „Блискост” |

| - 108. „Светлост мог живота” - 109. „Погрешна особа за савет” - 110. „Најлепше жеље” - 111. „Почетак сезоне” - 112. „Отпуштен си” - 113. „Дајем ти реч” - 114. „На путу кући” - 115. „Окрени нови лист” - 116. „Далеко од куће” |

| - 117. „Последње наређење” - 118. „Живот дође и прође” - 119. „Прекасно је за извињење” - 120. „На крају, али ништа мање важно” - 121. „Змајев близанац” - 122. „Ниси мој тип” - 123. „На путу кући” - 124. „Несрећа никада не долази сама” - 125. „Браћа по оружју” |

| - 126. „Два ока у глави” - 127. „Буди нежан” - 128. „Банда четворо” - 129. „Најдужи дан” - 130. „Журка за мотивацију” - 131. „Почивај у миру” - 132. „Велики татица” - 133. „Издајица” - 134. „Смртни непријатељи” |

| - 135. „Чак и ја могу” - 136. „Карте које су ми додељене” - 137. „Понестаје ми стрпљења” - 138. „Држимо се заједно” - 139. „Направи изузетак” - 140. „Нож у леђа” - 141. „Направи план” - 142. „Породично стабло” - 143. „Врати се у живот” |

| - 144. „Велико срце” - 145. „Момак за све” - 146. „Лош осећај” - 147. „Корен свег зла” - 148. „Немој да полудиш” - 149. „Највећи непријатељ” - 150. „Дођавола” - 151. „Само уради то” - 152. „Побуни се” |

| - 153. „Ноктокраљ” - 154. „Остани позади” - 155. „Преокрени ситуацију” - 156. „Јазбина грешности” - 157. „Лихвар” - 158. „Неприпитомљено срце” - 159. „Знам у својој глави” - 160. „Немати шансу” - 161. „Млађа браћа” |

| - 162. „Плави демон” - 163. „Пробуди мој потенцијал” - 164. „На врху листе” - 165. „Ствари се мењају, али не све” - 166. „Храбро срце” - 167. „Ко не би” - 168. „Звезда” - 169. „Домаћи терен” - 170. „Журка” |

| - 171. „Окршај на врху” - 172. „Изгубити осећај” - 173. „Један једини” - 174. „Ништа није преостало” - 175. „Укори нису слатки” - 176. „Шта је преостало” - 177. „Ишчупан из корена” - 178. „Изгубљени рај” - 179. „Окончати сукоб” |

| - 180. „Пратити у стопу” - 181. „Заклетва” - 182. „Присутно у уму” - 183. „Изложи план” - 184. „Лутка на навијање” - 185. „Сусрет са судбином” - 186. „Било је стварно” - 187. „Прави пут” - 188. „Лав дана” |

| - 189. „Раскид” - 190. „До следећег пута” - 191. „Буди мој свет” - 192. „Само буди близу” - 193. „Одличан осећај” - 194. „Успомена” - 195. „Заостали мирис” - 196. „"Можеш рећи то поново"” - 197. „Заглављен у времену” |

| - 198. „Изгубити се у сеђању” - 199. „Искрено твој” - 200. „Насмеши се” - 201. „Шта има?” - 202. „Бежи” - 203. „Кога брига” - 204. „Дај ми руку” - 205. „Обешењак” - 206. „Изневерити те” |

| - 207. „Завршни чин” - 208. „Буран период” - 209. „Сабери се” - 210. „Суочи се са последицама” - 211. „Закон џунгле” - 212. „Борба титана” - 213. „Живе легенде” - 214. „Мотор је упаљен” - 215. „Након олује долази затишје” |

| - 216. „Показује своје боје” - 217. „Нисам видео ништа слично до сада” - 218. „Као краљица” - 219. „Предосећање” - 220. „У центар мете” - 221. „Успони и падови његове судбине” - 222. „Дати назад” - 223. „Добри стари дани” - 224. „Кољач” |

| - 225. „Без правила” - 226. „Динамични дуо” - 227. „Гангстер” - 228. „Пребити на мртво име” - 229. „Попустити” - 230. „Заглавити” - 231. „Језиво” - 232. „За плес је потребно двоје” - 233. „Боље икад, него никад” |

| - 234. „Нема поправке” - 235. „Само буди свој” - 236. „Дружина браће” - 237. „Стекни савезнике” - 238. „Заиста у томе” - 239. „Украсти шоу” - 240. „Отићи у пензију” - 241. „Осмех на силу” - 242. „Наследити круну” |

| - 243. „Широк спектар” - 244. „Одлучујућа битка” - 245. „Одрасти” - 246. „Убијање џинова” - 247. „Хеј, човече” - 248. „Дуго се нисмо видели” - 249. „Добра хемија” - 250. „Преокренути ситуацију” - 251. „Измаћи контроли” |

| - 252. „Вратити назад” - 253. „Најгоре је стигло” - 254. „Катастрофа” - 255. „Драги боже!” - 256. „Иза позорнице” - 257. „Прекретница” - 258. „Неочекивани савезници” - 259. „Као некакав демон” - 260. „Борити се против” |

| - 261. „Супротне стране новчића” - 262. „Потући до ногу и опустошити” - 263. „Буди јак” - 264. „Не само сила него и...” - 265. „Буди поред мене” - 266. „Претворити визију у реалност” - 267. „Сигнализирати противнапад” - 268. „Још један такав” - 269. „Све ствари морају проћи” |

| - 270. „Вредан мог времена” - 271. „Пуста жеља” - 272. „Изнова” - 273. „Наставити даље” - 274. „Без суздржавања” - 275. „Хладног срца” - 276. „Прећи преко” - 277. „Коначно” - 278. „Осветници” |

### 
| Бр. | Датум издања       |                   |
| --- | ------------------ | ----------------- |
| 1   | 17. фебруар 2022.  | 978-4-06-526902-2 |
| 2   | 17. мај 2022.      | 978-4-06-527914-4 |
| 3   | 17. август 2022.   | 978-4-06-528745-3 |
| 4   | 17. новембар 2022. | 978-4-06-529632-5 |
| 5   | 17. јануар 2023.   | 978-4-06-530345-0 |
| 6   | 17. мај 2023.      | 978-4-06-531572-9 |

| Бр. | Датум издања       |                   |
| --- | ------------------ | ----------------- |
| 1   | 17. новембар 2022. | 978-4-06-529378-2 |
| 2   | 17. јануар 2023.   | 978-4-06-530349-8 |
| 3   | 17. мај 2023.      | 978-4-06-531256-8 |
| 4   | 17. октобар 2023.  | 978-4-06-532870-5 |
| 5   | 17. јун 2024.      | 978-4-06-534571-9 |
| 6   | 16. мај 2025.      | 978-4-06-538413-8 |